# Globen (Stockholms tunnelbana)
Globen ist eine oberirdische Station der Stockholmer U-Bahn. Sie befindet sich im Stadtteil Johanneshov. Die Station wird von der Gröna linjen des Stockholmer U-Bahn-Systems sowie von der stadtbahnähnlichen Tvärbanan bedient, welche am nördlichen Eingang der Station hält. Die Station gehört zu den eher mäßig frequentierten Stationen des U-Bahn-Netzes. An einem normalen Werktag steigen hier 6.550 Pendler in die U-Bahn zu, sowie 3.800 in die Tvärbana.
Die Station wurde am 9. September 1951 unter dem Namen Slakthuset eröffnet, als der Abschnitt der Gröna linjen Gullmarsplan–Stureby in Betrieb ging. Am 19. November 1958 wurde der Name in Isstadion umgeändert. Die Station erhielt ihren jetzigen Namen erst 1989, als das Unterhaltungsviertel Globen eröffnet wurde. Die Station liegt zwischen den U-Bahn-Stationen Enskede gård und Gullmarsplan sowie zwischen den Tvärbana-Stationen Linde und Mårtensdal. Bis zum Stockholmer Hauptbahnhof sind es etwa 4,5 km.

## Reisezeit
| Linie | bis Station     | Reisezeit | bis Station                    | Reisezeit          |
| 19    | Hässelby strand | 46 min    | Slussen Gamla stan T-Centralen | 6 min 7 min 11 min |
| 19    | Hagsätra        | 13 min    | Slussen Gamla stan T-Centralen | 6 min 7 min 11 min |
| 30    | Solna station   | 41 min    | Alvik                          | 21 min             |
| 30    | Sickla          | 14 min    | Alvik                          | 21 min             |

## Zukunft
Es ist beschlossen, die blaue Linie von Kungsträdgården nach Södermalm und dann in zwei Ästen nach Nacka und zum Gullmarsplan zu verlängern. Der zweite Ast soll dann ab der Haltestelle Sockenplan die Strecke nach Hagsätra übernehmen. Zwischen Gullmarsplan und Sockenplan soll die alte Strecke durch eine neue und damit die Stationen Globen und Enskede gård durch eine neue Station „Slakthusområdet“ ersetzt werden.